# 井上与一郎 (衆議院議員)
井上 与一郎（與一郎、いのうえ よいちろう、1855年8月18日（安政2年7月6日）- 1907年（明治40年）11月22日）は、明治期の農業経営者、政治家。衆議院議員、京都府葛野郡嵯峨村長。幼名・種三郎。

## 経歴
山城国葛野郡上嵯峨村（京都府葛野郡嵯峨村字上嵯峨小字観空寺、嵯峨町を経て現京都市右京区）で、素封家、農業・井上与十郎の三男として生まれる。大覚寺学問所の野口左門に師事し漢学を修めた。
1875年（明治8年）8月、地租改正の上嵯峨村評価人に就任。上嵯峨村戸長、葛野郡第三区用係、葛野郡第六区戸長兼学区取締、上嵯峨村会議員、同学務委員、連合村会議員、葛野郡社倉取締を務めた。
1883年（明治16年）全ての職を辞して半年間、大阪で漢学を学び、同年12月に帰郷した。天竜寺村上嵯峨村戸長、上嵯峨村外四カ村戸長、所得税調査委員、郡徴兵参事員、嵯峨村会議員などを務め、1891年（明治24年）嵯峨村長に就任。
1884年（明治17年）から養蚕事業に取り組み、桑園を設け、村内にも養蚕を奨励し、産繭・米麦などを各地の共進会に出品して数多く入賞を果たした。また、嵯峨村農会の設立に尽力し1891年（明治24年）8月、同会長に就任。その他、京都府農会議員、同参事、同評議員、同議長、葛野郡農会副会長、山城物産会米麦審査委員、簡易農学校建築委員などを務めた。
1888年（明治21年）1月、京都府会議員に選出され、通算5期在任し、1904年（明治37年）3月に退任。この間、常置委員、地方衛生会委員、郡部会議長なども務めた。政党は進歩党に所属し、同党京都支部幹事、同常議員を務め、その後、憲政本党に所属した。
1904年（明治37年）3月、第9回衆議院議員総選挙（京都府郡部、甲辰倶楽部）で当選、その後大同倶楽部に所属。1期目在任中の1907年11月、急性肺炎のため自宅で死去した。